# شل سیک براس بند
شل سیک براس بند (به آلمانی: Schäl Sick Brass Band) یا گروه سازهای بادی برنجی شل سیک، گروه موسیقی با سبک موسیقی ملل از شهر کلن در کشور آلمان است. شل سیک نام محلی در کنارهٔ رود راین است.

## درباره
این گروه در سال ۱۹۹۵ توسط ریموند کروبوث و چندتن دیگر از موسیقیدانان سبک جاز در شهر کلن تشکیل شد. گروه شل سیک خودرا صنعتگرانی می‌دانند که گل سرسبد موسیقی‌های سنتی گوناگون ملل که در شهر چندفرهنگی کلن یافته می‌شود را چیده و عرضه می‌کنند. آنها نواهایی از بالکان، ریتمهای افریقایی، شیوه‌های آسیای جنوب شرقی، تم‌های اسکاندیناویایی و افزون بر آن بخشی از سبک جاز را با سازمایه‌های سنتی می‌آمیزند. با صداهایی از ایران، ترکیه، بلغارستان، یونان و شمال افریقا که همنهشت شده و آمیزه‌های نوآورانه بدیعی را شکل داده‌اند. تا سال ۱۹۹۹ خوانندهٔ اصلی بیشتر آهنگ‌ها مریم آخوندی، آوازه‌خوان ایرانی بود و سال‌های بعد ایوانکا ایوانوای بلغاری و سپس آنا لیندبلوم اسکاندیناویایی دنباله‌رو وی شدند. تکیهٔ گروه بر استفاده از آهنگهای فولکلور ملل با گرایش به سبک جاز آنهم با سازهای بادی برنجی می‌باشد. در میان میهمانان ویژهٔ این گروه می‌توان از خوانندهٔ معروف مصری، محمد منیر، سنتور نواز ایرانی آزیتا مستوفی، نوازندگان ضرب افرا موسوی‌زاده و فری چگینی در آلبوم مزه‌مزه و خوانندهٔ ایرانی مهرداد هدایتی در آلبوم کشمش نام برد.
در سالهای آغازین، تورهای گروه به کشورهای اروپایی، ترکیه و مراکش محدود می‌شد. بعدها این تورها کشورهای دیگری چون لبنان، سوریه، اردن، فلسطین، اسرائیل، مصر و تایوان را نیز شامل شدند. شعار گروه این است: جهانی بیاندیشید، محلی بنوازید.

## جوایز
این گروه تاکنون ۵ سی‌دی روانهٔ بازار کرده. دو آلبوم اول گروه با خوانندگی مریم آخوندی یعنی آلبوم مجنون (۱۹۹۶) و آلبوم چوپون (۱۹۹۹) هردو موفق به دریافت جایزهٔ شلپلاتنکریک (جایزه منتقدان آلمان) شدند.

## آلبومها

prasti music (موسیقی پراستی - ۲۰۰۶)
Kesh Mesh (کشمش - ۲۰۰۲)
Maza Meze (مزه مزه - ۲۰۰۰)
Tschupun (چوپون - ۱۹۹۹)
Majnoun (مجنون - ۱۹۹۶)